# Конопка, Юлия Александровна
Ю́лия Алекса́ндровна Коно́пка (1785 — 22 апреля 1834) — прославленная своей «гишпанской» красотой дочь слонимского шляхтича, сестра французского генерала Яна Конопки, жена генерал-майора Н. А. Безобразова (развелись) и дипломата Д. П. Татищева (с 1810 года). Кавалерственная  дама ордена св. Екатерины (18 мая 1822) и дамского ордена королевы Марии Луизы.

## Биография
Родилась в семье мелкого помещика в родовом имении под Слонимом. Её отец, генерал Франциск Конопка, служил в литовской армии. Ципринус в своём «Калейдоскопе воспоминаний» говорит о семье генерала Конопки, что «их было 4 брата и 3 сестры». Из братьев трое служили во французской армии, а младший в российской, в уланах, впоследствии стал городничим в Слониме. «Эта семья отличалась необыкновенной ветреностью, легкомыслием и вообще отсутствием умственных качеств», — утверждает мемуарист.
Получила поверхностное домашнее образование и совсем юной вышла замуж за русского офицера Николая Алексеевича Безобразова, который привёз её в Петербург и ввёл в высшее общество. В 1808 году в Вене познакомилась с Дмитрием Петровичем Татищевым.

Находившийся там К. Я. Булгаков писал брату в Москву, что Татищев безумно влюблён в мадам Безобразову и проводит у неё всё время, хотя «не хочет в этом признаваться». Получив развод, в 1810 году Юлия Александровна вышла замуж за Татищева. Брак был бездетным и не совсем удачным. В январе 1815 года A. Я. Булгаков сообщал брату:
Все, что ты говоришь мне о Татищеве, меня огорчает. Я все это себе представлял, но твоя уверенность, кою ты мне сообщаешь, бесконечно меня огорчает: он заслуживает лучшей участи. Вот следствие глупой женитьбы. Она его разорит, то верно бросит.
 Спустя  четыре года, А. Булгаков в Париже посетил  Татищеву и так рассказывал об этом брату:
Мы обедали с Шредером у Татищевой, которая вспоминала все твои венские шалости; она едет через два дня в Петербург и также будет в Москву; стара стала, но еще хорошая и добрая бабёнка. Я всё уверяю Шредера, что он в неё влюблен.

Оба супруга не отличались верностью, так что в свете время от времени расходились слухи о грядущем разводе. В феврале 1821 года А. И. Тургенев писал князю П. А. Вяземскому, что «Безобразова-Татищева должна была идти замуж за конногвардейского офицера, так говорил город, но разошлось». Хорошо и давно знавший Татищеву князь Вяземский постоянно посылал в письмах вместо поклонов своё «padam do nog», называл её «прекрасной Юлией»:
Когда молва мне Вас изображала,

Я думал, что она не бережёт похвал,

Но Вас я увидал и опытом познал,

Что многого молва не досказала.

Сопровождая мужа во всех его дипломатических назначениях, тщеславная Юлия Александровна не упускала случая блеснуть в обществе. Она любила играть всегда и во всем первую роль, когда в 1825 году поехала за границу бывшая царская фаворитка, К. Я. Булгаков был того мнения, что «теперь в Вене будет опасная соперница у Юлии Александровны для фигуры и щегольства». А. И. Рибопьер называл Татищеву «прехитрой и претонкой штукой». Жена английского посланника леди Дисборо в 1825 году писала своим родным из Петербурга:
Татищева не последовала за мужем ... у неё имеются некоторые опасения, что в Вене она принята не будет, поскольку там её персона слишком хорошо известна. Когда-то она была красавицей, и сейчас все еще красива... она самая развеселая из веселых, в роскошных платьях и драгоценностях, и к тому же считается из приличного общества. До сих пор я уклоняюсь от знакомства с ней и теперь всей душой надеюсь, что она уедет в Вену, иначе же мне этого будет более не избежать, поскольку мы навещаем графиню Апраксину, которая приходится ей дочерью.

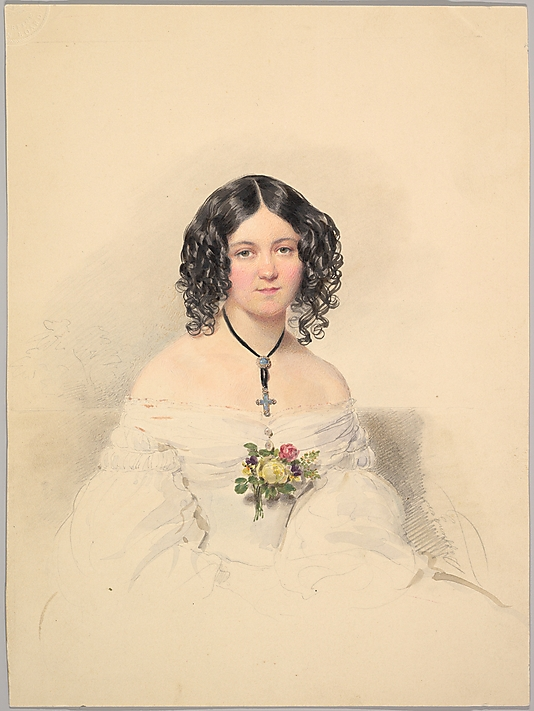
Елена Николаевна Эстергази, дочь

 Умерла 22 апреля 1834 года по дороге из Вены в Петербург, похоронена в кафедральном соборе св. апостолов Петра и Павла в Каунасе. Её современница Долли Фикельмон писала:
Мадам Татищева скончалась в Ковно после печального происшествия... Ночью она решила переправиться на пароме через реку в окрестностях Ковно. Благополучно достигла берега с первым паромом. Вторым рейсом перевозили экипаж с девицами Апраксиной и Безобразовой... Неожиданно паром ударился в какую-то лодку, и одна из повозок опрокинулась в реку. Татищева, которой и до этого нездоровилось, ожидала на другом берегу; она услышала громкие крики, и вслед за тем кто-то сообщил ей, что обе барышни утонули. В действительности же... девицы не пострадали. Для Татищевой этот испуг оказался смертельным. Едва живую её перевезли в Ковно, нервная горячка осложнилась многими другими недугами, и после долгих страданий она недавно скончалась, вдали от мужа, дочери и всего привычного для неё существования. Она была особой доброй, умной от природы. И за эти поистине замечательные качества ей можно простить весьма фривольную жизнь, но, несомненно, она была бесценным другом Татищеву, и я уверена, что он будет очень скорбеть о ней.

## Дети
От первого брака имела дочь:
- Елена Николаевна (1800—1891), в 1824 году в Петербурге вышла замуж за графа Александра Петровича Апраксина (1784—1845), который был камергером (с 1825 года) и агентом русского правительства при Венском дворе. В январе 1824 года А. Тургенев писал Вяземскому, что «Елена Безобразова помолвлена третьего дня за гусарского полковника Апраксина, племянника графа Разумовского, и утопает в блаженстве»[10].  В июле 1841 года, уже в весьма зрелом возрасте, вышла замуж за венгерского аристократа графа Йозефа Эстергази (1791—1847) (по первой жене зять канцлера Меттерниха).

## Источник
- Русские портреты XVIII и XIX столетий. Издание Великого князя Николая Михайловича. Выпуск 5, № 5.